# Sex du Coeur
Sex du Coeur är en bergstopp i Schweiz.   Den ligger i kantonen Valais, i den sydvästra delen av landet, 90 km sydväst om huvudstaden Bern. Toppen på Sex du Coeur är 2 019 meter över havet, eller 188 meter över den omgivande terrängen. Bredden vid basen är 1,00 km.
Terrängen runt Sex du Coeur är huvudsakligen bergig, men åt sydväst är den kuperad. Runt Sex du Coeur är det ganska tätbefolkat, med 96 invånare per kvadratkilometer..  
I omgivningarna runt Sex du Coeur växer i huvudsak blandskog.